# Agnes Raeburn

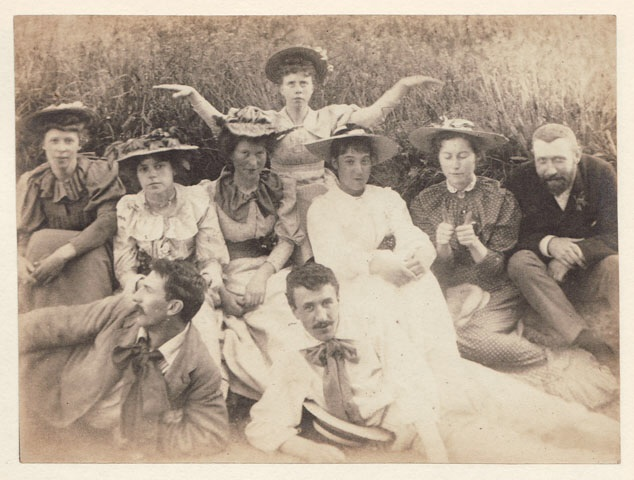
Künstlergruppe „The Immortals“ um 1894 – hinten: Frances MacDonald; mittlere Reihe (v. l. n. r.): Margaret Macdonald, Katharine Cameron, Janet Aitken, Agnes Raeburn, Jessie Keppie, John Keppie; vordere Reihe (v. l. n. r.): Herbert McNair, Charles Rennie Mackintosh

Agnes Middleton Raeburn (geb. 1872 in Glasgow; gest. 1955 in Edinburgh) war eine schottische Malerin, Kunstlehrerin und Mitglied der informellen Gruppe von Künstlern, die als The Immortals bekannt wurden.

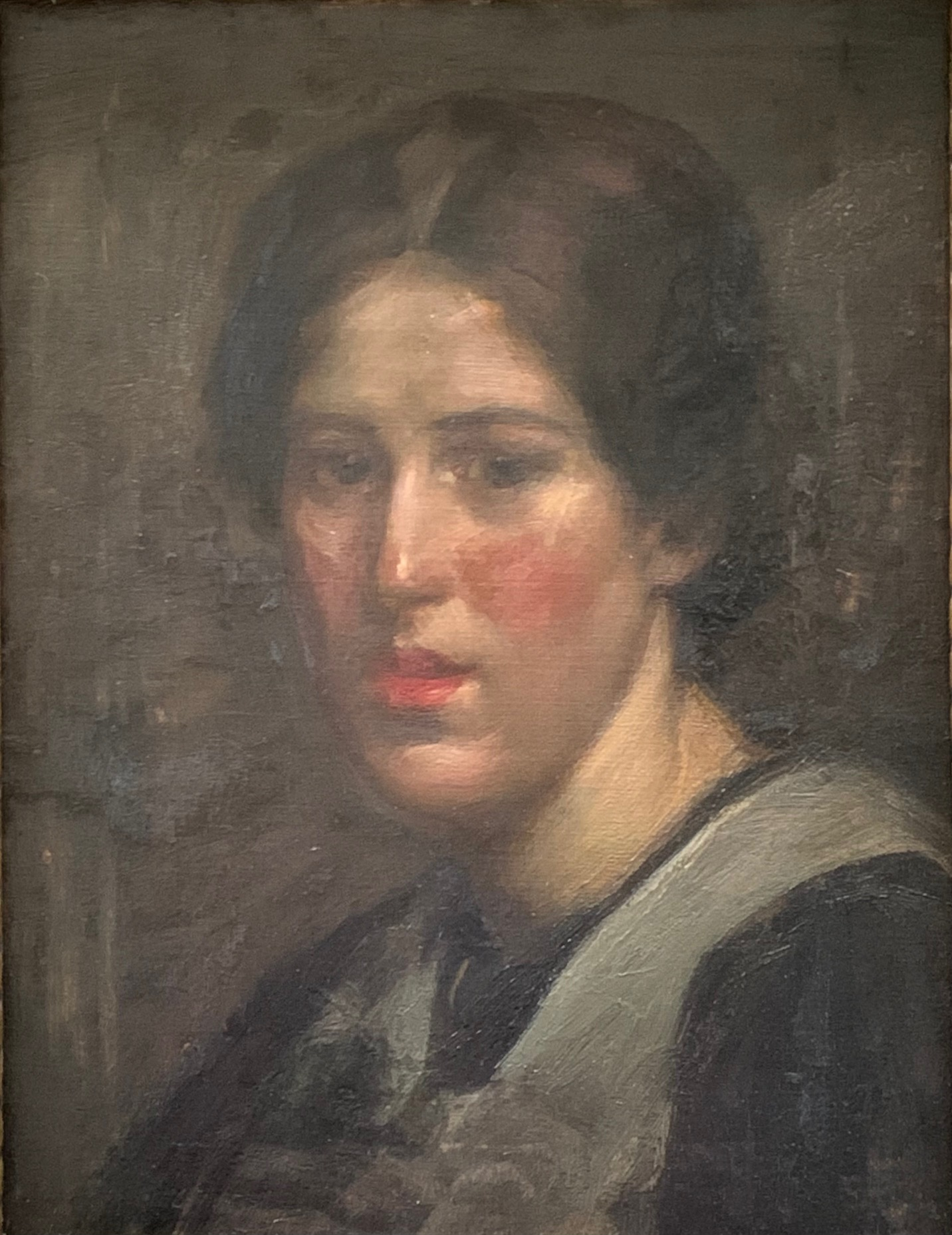
Agnes Middleton Raeburn (unsigniertes Gemälde, das Alexander Roche zugeschrieben wird.)

Agnes Raeburn in ihrem späteren Leben (zur Verfügung gestellt von ihrer Großnichte Anne Morley).

## Leben
Raeburn wurde 1872 in Glasgow als Tochter des Getreidehändlers James Raeburn und seiner Frau Agnes geboren. Sie war das jüngste von sechs Geschwistern, darunter Charles und Lucy Raeburn. Nach dem Tod ihrer irisch-stämmigen Mutter, als sie sieben Jahre alt war, wurde sie gemeinsam mit ihren Geschwistern von ihrem Vater aufgezogen. 1887, im Alter von 15 Jahren, erhielt sie einen Platz an der Glasgow School of Art, wo sie fünf Jahre lang blieb. Zu ihren Lehrern gehörte Francis Henry Newbery. Während ihrer Schulzeit leistete sie Beiträge für die von Charles Rennie Mackintosh gegründete Studentenzeitschrift „The Magazine“. Im Jahr 1903 wurde sie Kunstlehrerin an der Laurel Bank School in Glasgow.
Sie gehörte zu einer in Glasgow ansässigen Künstlergruppe, die als „The Immortals“ bekannt war. Zu dieser Gruppe gehörten auch Janet Aitken, Margaret MacDonald Mackintosh, Jessie Newbery, Ruby Pickering, Katharine Cameron, Jessie Keppie und Frances MacDonald McNair.
Im Jahr 1939 kehrte sie zurück an die Laurel Bank School, um dort zu unterrichten. Ab dem darauf folgenden Jahr leitete sie drei Jahre lang als Präsidentin den Glasgow Society of Lady Artists' Club. Raeburn stellte ihre Kunst auf zahlreichen Ausstellungen aus. Sie starb 1955 in Edinburgh.

## Werke (Auswahl)
- Pink Roses[5]
- Spring, Dalry[6]
- Fountain Bleau[7]
- Purple Pansies[8]
- Still Life of Violets[9]
- Still Life: Anemones[10]
- Richmond Castle[11]
- Jug of Chrysanthemums[12]
- Vase of Mixed Flowers[13]
- A Still Life of Primroses[14]
- Winter Sunshine, Inveran Farm[15]
- Still life – A Glass Vase of Pansies[16]